# 中村恒善
中村 恒善（なかむらつねよし）は、日本の建築構造学者。京都大学名誉教授。

## 経歴
1956年京都大学工学部建築学科卒業。
1995～96まで日本建築学会会長。
日本学術会議第5部専門委員会委員長 等歴任。

## 受賞
- 昭和46年度　日本建築学会賞論文賞[3]
- 2004年　日本建築学会大賞
- 2013年　瑞宝中綬章[4]

## 著書
- 『建築構造力学 図説・演習』ⅠとⅡ（丸善、1994年）[5][6][7]
- 『建築骨組の最適設計』[8][9]
- 『骨組構造の解析』[10][11]

など